# Milagros de la Torre
Milagros de la Torre (Lima) es una fotógrafa y artista plástica conceptualista peruana, cuya obra se centra en una permanente investigación acerca de la violencia, en el pasado y en el presente, en el Perú y Latinoamérica.[cita requerida] En 2016 recibió la distinción de Personalidad Meritoria de la Cultura por el Ministerio de Cultura del Perú.
Estudió Ciencias de la comunicación en la Universidad de Lima (Perú) y Fotografía en London Collage of Printing (Inglaterra).
Su obra forma parte de la colección permanente del Museo de Arte Moderno de Nueva York (MoMA).

## Carrera
De la Torre es una artista que trabaja desde los años 90. Emigró del Perú a temprana edad para seguir su carrera en Londres, París y Ciudad de México, y finalmente se radicó en Nueva York.  De la Torre fue nombrada Cátedra Wolf de Fotografía en el Cooper Union (Fall 2023), donde dio una charla de artista.
Ha dado conferencias de artistas en Instituto de Bellas Artes de la Universidad de Nueva York, Columbia University, Parsons School of Design, New York University, the International Center of Photography, Instituto Pratt, School of the Museum of Fine Arts at Tufts, y el School of Visual Arts.

## Obras
La obra de De la Torre gira en torno a la temática de la memoria, el documento y la propia imagen como herramienta de representación.[cita requerida] En sus trabajos se puede observar una predilección por las series fotográficas que registran objetos cargados de memoria histórica y asociados a procesos sociales y subjetivos.[cita requerida]
- Bajo el sol negro (1991-1993)
- Todo queda en familia (1994)
- Páginas dobladas (1996)
- Últimas cosas (1996)
- Los pasos perdidos (1996)
- En blanco (1998)
- Los desaparecidos (1998)
- Censurados (2000)
- Blindados (2000)
- Punzo-cortante (2000)
- Recién nacido (2001)
- Nocturnos (2002)
- Sin Título (Vómitos) (2002)
- Bleus (2002)
- Temores (2004)
- Dactilares (2004)
- Sin Título (Polonia) (2005)
- Implantado (2007)
- F.F (2007)
- Antibalas (2008)
- El final (2008)
- Cascos (2009)
- Impreso (2010-2011)
- Sistemas y constelaciones (2013)
- Contramaniobra - y mensajes elusivos (2012-2013)
- Un Inventario - de uno (1989 - que continúa)
- Diario de una cura para el mal de ojo (2018)
- Intervalos (2020)
- Recolección (2021)

## Exposiciones individuales
- Bulletproof, Y Gallery, Nueva York, EE.UU (2009)
- Milagros de la Torre, Centro de la Imagen, D.F., México (2004)
- Los pasos perdidos, Galería Llucia Homs, Barcelona, España (2003)[14]

## Premios
Milagros de la Torre ha recibido diversos premios y reconocimientos a lo largo de su trayectoria. Entre ellos están
- 2011. Beca Guggenheim[15]
- 2014. The Dora Maar Fellowship, The Brown Foundation[15]
- 2016. The Peter S. Reed Foundation Award in Photography[15]
- 2016. Personalidad Meritoria de la Cultura, Ministerio de Cultura del Perú[1]
- 2020. The Sustainable Arts Foundation Residency Grant[15]
- 2021. Hundred Heroines Award [16]
- 2021. Smithsonian Artist Fellowship Award[17]
- 2023. Wolf Chair in Photography at Cooper Union (Fall 2023) [18]

Además, ha recibido el Premio Internacional Romeo Martínez y el Premio Iberoamericano para jóvenes creadores (The young iberoamericanos creators prize) por la serie Los pasos perdidos (1996).